# Liste des parcs et jardins publics urbains de Hong Kong
Liste des parcs et jardins publics urbains de Hong Kong
La plupart sont gérés par le département des loisirs et des services culturels.

## Île de Hong Kong
- Promenade Aberdeen (en) (Aberdeen)
- Parc de la baie Aldrich (en) (Baie Aldrich (en), Sai Wan Ho (en))
- Jardins Blake (en) (Sheung Wan)
- Parc de Chai Wan (en) (Chai Wan (en))
- Chater Garden (Central)
- Parc de Cheung Kong (en) (Central) (géré par Cheung Kong Holdings, ouvert au public)
- Parc Choi Sai Woo (colline Braemar, North Point (en))
- Connaught Place (Central)
- Harcourt Garden (Admiralty (en))
- Parc de Hollywood Road (Sheung Wan)
- Parc de Hong Kong (Admiralty)
- Jardins botanique et zoologique de Hong Kong (Mid-Levels)
- Parc commémoratif du roi George V (Sai Ying Pun (zh))
- Parc de Pak Tsz Lane (en) (Central)
- Parc de Quarry Bay (Quarry Bay (en))
- Aire de jeux Southorn (en) (Wan Chai)
- Statue Square (Central)
- Parc commémoratif Sun Yat-sen (Sheung Wan)
- Parc de Tamar (Tamar)
- Parc du réservoir de Wong Nai Chung (en) (Mid-Levels)
- Parc Victoria (Causeway Bay)
- Victoria Peak Garden (en) (Pic Victoria)

## Kowloon et New Kowloon

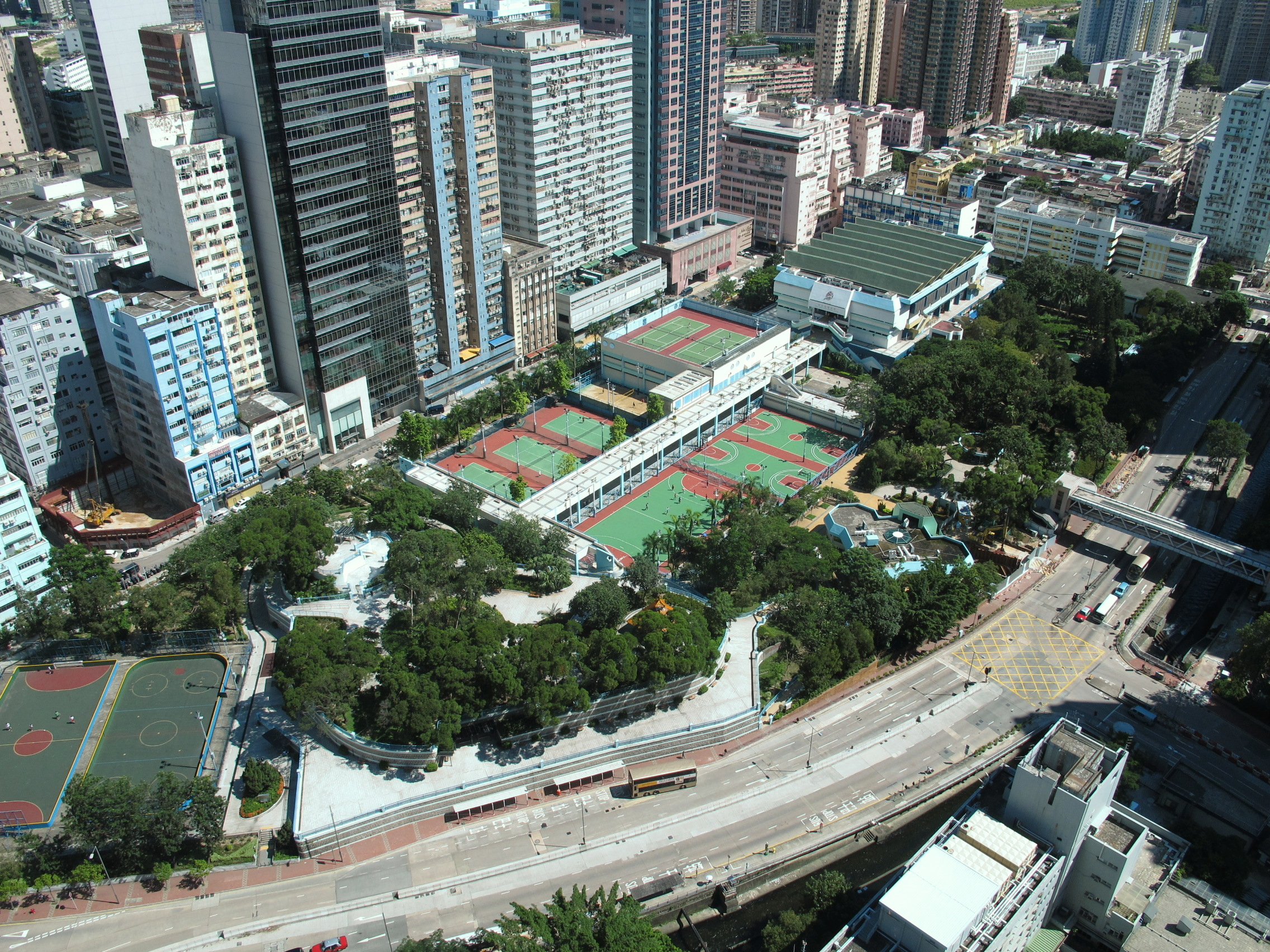
Aire de jeux de Choi Hung Road.

- Aire de jeux de Choi Hung Road (en)
- Parc de Fa Hui (en)
- Parc de Hoi Bun Road (en) (Kwun Tong)
- Parc de Hoi Sham (en) (To Kwa Wan (en))
- Parc de Hong Ning Road (en) (Kwun Tong)
- Parc Hutchison (Hung Hom)
- Parc de la vallée de Jordan
- Parc commémoratif du roi George V
- Parc du roi (en)
- Parc de Ko Shan Road (en) (To Kwa Wan)
- Parc de la baie de Kowloon (en)
- Parc de Kowloon (Tsim Sha Tsui)
- Parc de Kowloon Tsai
- Parc de la citadelle de Kowloon (Kowloon City)
- Promenade de Kwun Tong (en)
- Parc de Lai Chi Kok (Mei Foo Sun Chuen (en))
- Jardins Nan Lian (en) (colline Diamond (en))
- Parc Morse
- Parc de Nam Cheong
- Parc de Ngau Chi Wan
- Parc de Po Kong Village Road
- Parc commémoratif de Sau Mau Ping (en)
- Parc de Sham Shui Po (Sham Shui Po)
- Parc de Shek Kip Mei (en) (Sham Shui Po)
- Parc de Sung Wong Toi (Kowloon City)
- Parc de Tung Chau Street (Sham Shui Po)
- Jardin du centenaire du conseil urbain (Tsim Sha Tsui East)
- Jardins aux oiseaux de Yuen Po Street (en)
- Promenade du front de mer de West Kowloon (en)

## Nouveaux Territoires (sauf New Kowloon)
- Parc de Kwai Chung central
- Parc du Vélodrome de Hong Kong (en) (Tseung Kwan O)
- Parc de Ma On Shan (en)
- Promenade de Ma On Shan (en)
- Parc de North District
- Parc Penfold (en) (au milieu de l'hippodrome de Sha Tin)
- Parc de Po Hong Park
- Parc de Po Tsui (en)

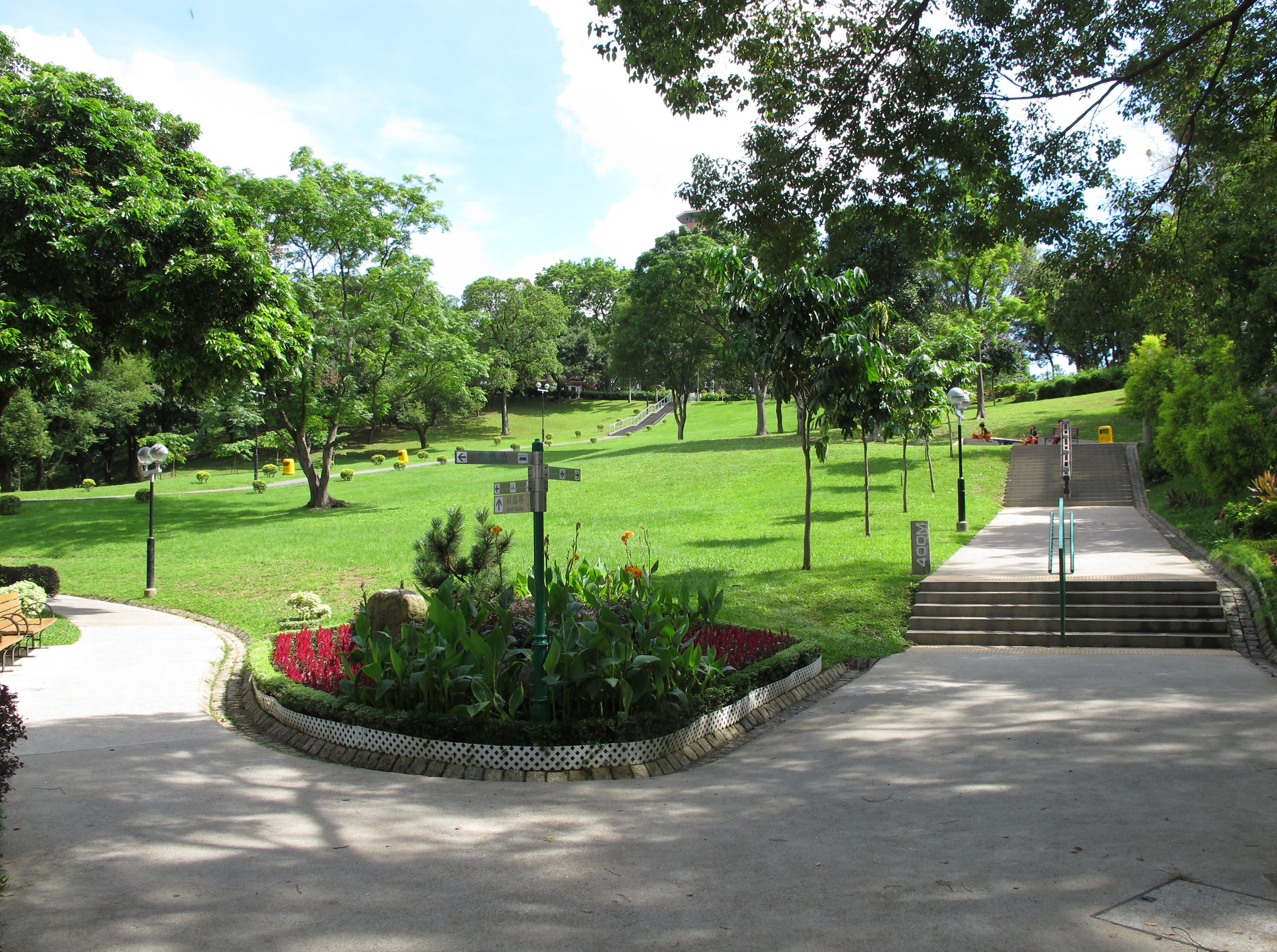
Le parc Yuen Long.

- Parc de Sha Tin (en) (dans la nouvelle ville de Sha Tin)
- Parc de la vallée de Shing Mun
- Parc du front de mer de Tai Po (en)
- Parc de Tin Shui Wai (en)
- Parc du nord-est de Tsing Yi
- Parc de Tsing Yi (en)
- Promenade de Tsing Yi (en)
- Parc de Tsuen Wan (en)
- Parc de la riviera de Tsuen Wan
- Parc de Tuen Mun (en)
- Parc du nord de Tung Chung
- Parc de Yuen Chau Kok
- Parc de Yuen Long (en)